# Mazarrón
Mazarrón es una localidad y municipio español, perteneciente a la Región de Murcia, situado en el sureste de España, en la comarca natural del Bajo Guadalentín. Tiene una extensión de 318,7 km² y una población de 35 099 habitantes (INE 2024) que se distribuyen entre el núcleo de Mazarrón, donde viven aproximadamente 13 000 habitantes, y el Puerto de Mazarrón con 11 000. El resto se reparte entre sus distintas pedanías. El núcleo urbano de Mazarrón se encuentra a 55 m sobre el nivel del mar y dista 72 km de la capital de la Región de Murcia.
Su economía actual se basa en la agricultura, en la pesca, y principalmente en el turismo, siendo Mazarrón uno de los principales centros turísticos de la Región de Murcia, llegando a alcanzar más de 130 000 habitantes en la época estival gracias a sus playas.

## Geografía
El municipio de Mazarrón está situado en el extremo sur de la Región de Murcia, siendo la salida natural del valle del Guadalentín hacia la costa, motivo por el que se le vincula habitualmente con la comarca del Bajo Guadalentín. Se sitúa a unos 72Km de la capital, cuenta con una superficie de 318,7 km² y limita con los municipios de Cartagena y Fuente Álamo de Murcia al este, con los de Alhama de Murcia y de Totana al norte, con el de Lorca al oeste y con el mar Mediterráneo al sur.
| Noroeste: Lorca | Norte: Totana, Alhama de Murcia | Noreste: Fuente Álamo de Murcia |
| Oeste: Lorca    |                                 | Este: Cartagena                 |
| Suroeste Lorca  | Sur: Mar Mediterráneo           | Sureste: Mar Mediterráneo       |

### Relieve
El municipio se encuentra enmarcado por parte de las sierras litorales de la Región de Murcia, principalmente la sierra de la Almenara y de las Moreras en su parte occidental y la sierra del Algarrobo en la oriental, que configuran sendos espacios protegidos del territorio murciano, enmarcadas como estribaciones del Sistema Bético. Su franja costera se encuentra en la zona central del denominado Golfo de Mazarrón (al que da nombre).
Su litoral cuenta con 35 km de playas, en su mayoría de arena fina sin apenas presión urbanística, a excepción del casco urbano del Puerto de Mazarrón y Bolnuevo. Existen en el municipio un amplio número de ramblas con escorrentías en los meses de lluvia, entre las que destaca la rambla de las Moreras, la cual recibe parte de las aguas del río Guadalentín en momentos de avenida a través del canal del Paretón, y que tiene su desembocadura cerca de la pedanía de Bolnuevo.

### Geología y edafología

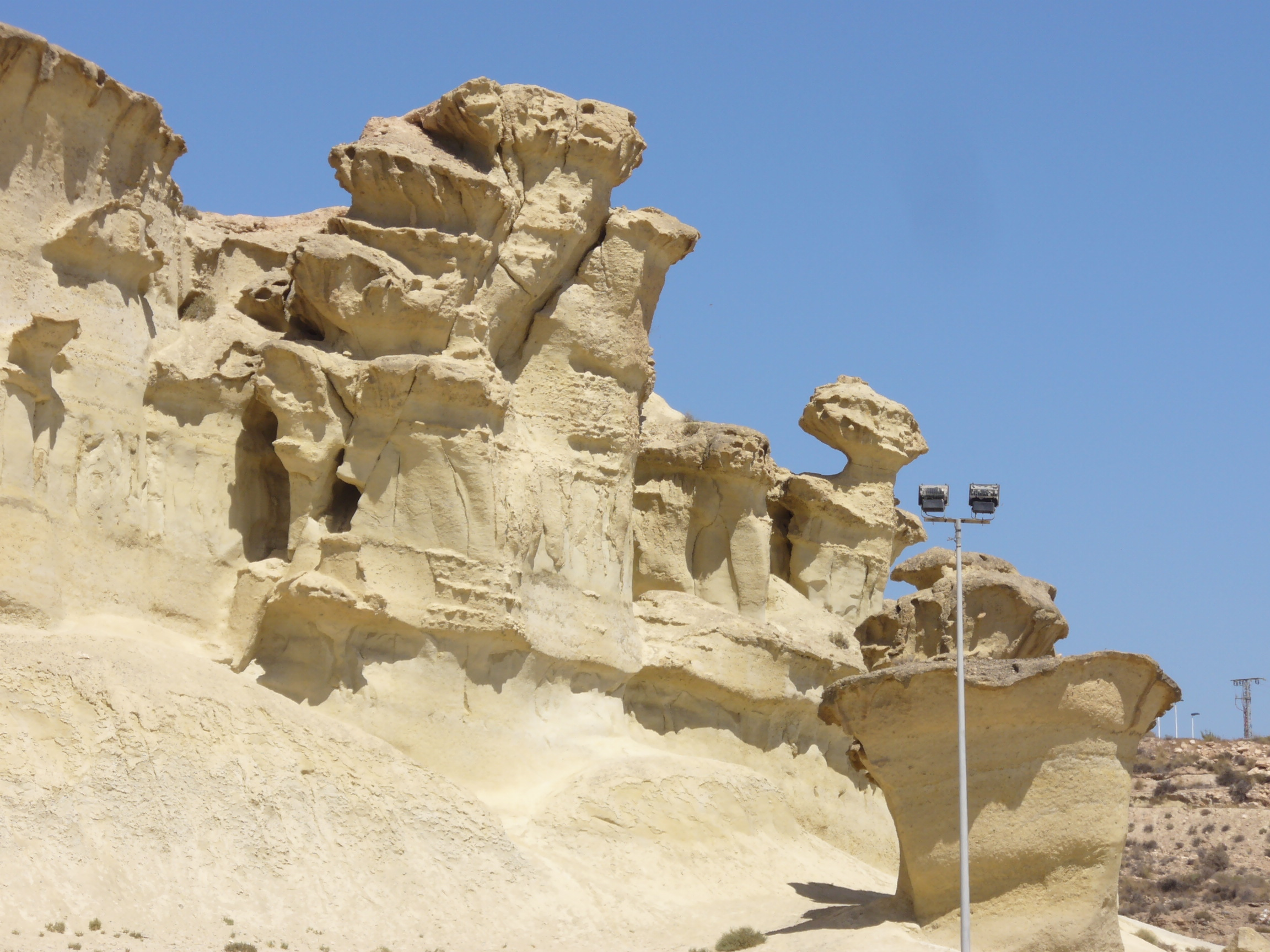
Gredas de Bolnuevo

En las sierras de Mazarrón destaca el complejo geológico denominado Nevado-Filábride, que aflora especialmente en las sierras del Algarrobo y Almenara, formado por rocas metamórficas como cuarcitas, gneises, anfibolitas, metabasitas. Sobre él encontramos el Complejo Alpujárride formado también por rocas metamórficas como las filitas y rocas sedimentarias como los yesos, extendiéndose este último por toda la costa desde Cabo de Palos hasta Águilas.
Por su singularidad y fama es importante destacar las formaciones rocosas denominadas Gredas de Bolnuevo, compuestas principalmente por arcillas resultantes de la alteración de rocas ígneas y metamórficas, sobre las que se han modelado caprichosas formas por la acción principal del viento y en menor medida de la lluvia. El conjunto de las mismas es un atractivo turístico para la localidad y toda la región.
En cuanto a los suelos abundan especialmente los litosoles. También hay presencia de xerosol cálcico. En poca medida, se encuentran regosol litosólico y muy escasamente fluvisol cálcárico, que está asociado a la desembocadura de ramblas.

### Clima

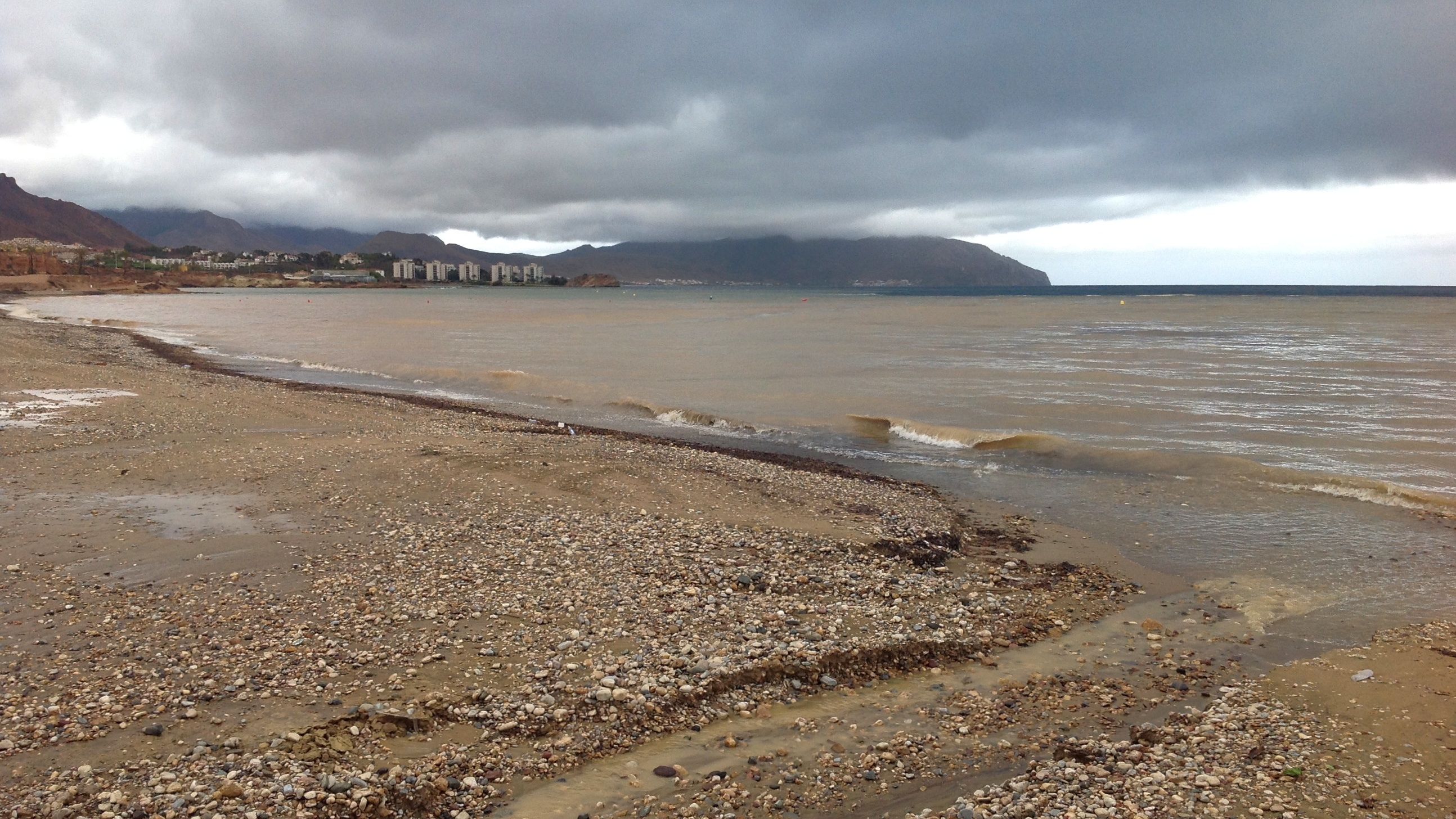
Escorrentías de agua desembocando en el mar tras una tormenta en las inmediaciones de la playa del Alamillo

El clima de Mazarrón, al igual que en todo el litoral murciano, es el Mediterráneo Árido, denominado según la clasificación de Köppen-Geiger como Estepario Local (BSk). Sus precipitaciones son muy escasas, en torno a 287 mm anuales, rara vez se superan los 300 mm y se concentran en los meses de otoño e invierno y en menor medida primavera. Sin embargo, pese a la escasez de precipitaciones, desde finales de septiembre hasta finales de octubre, rara vez en invierno y primavera, se produce el fenómeno meteorológico característico de la gota fría, durante el cual, formaciones tormentosas en altura pueden descargar grandes cantidades de lluvia en apenas unas horas produciendo inundaciones y violentas escorrentías en las ramblas. La temperatura media anual oscila sobre los 17,9 °C.

### Flora y fauna

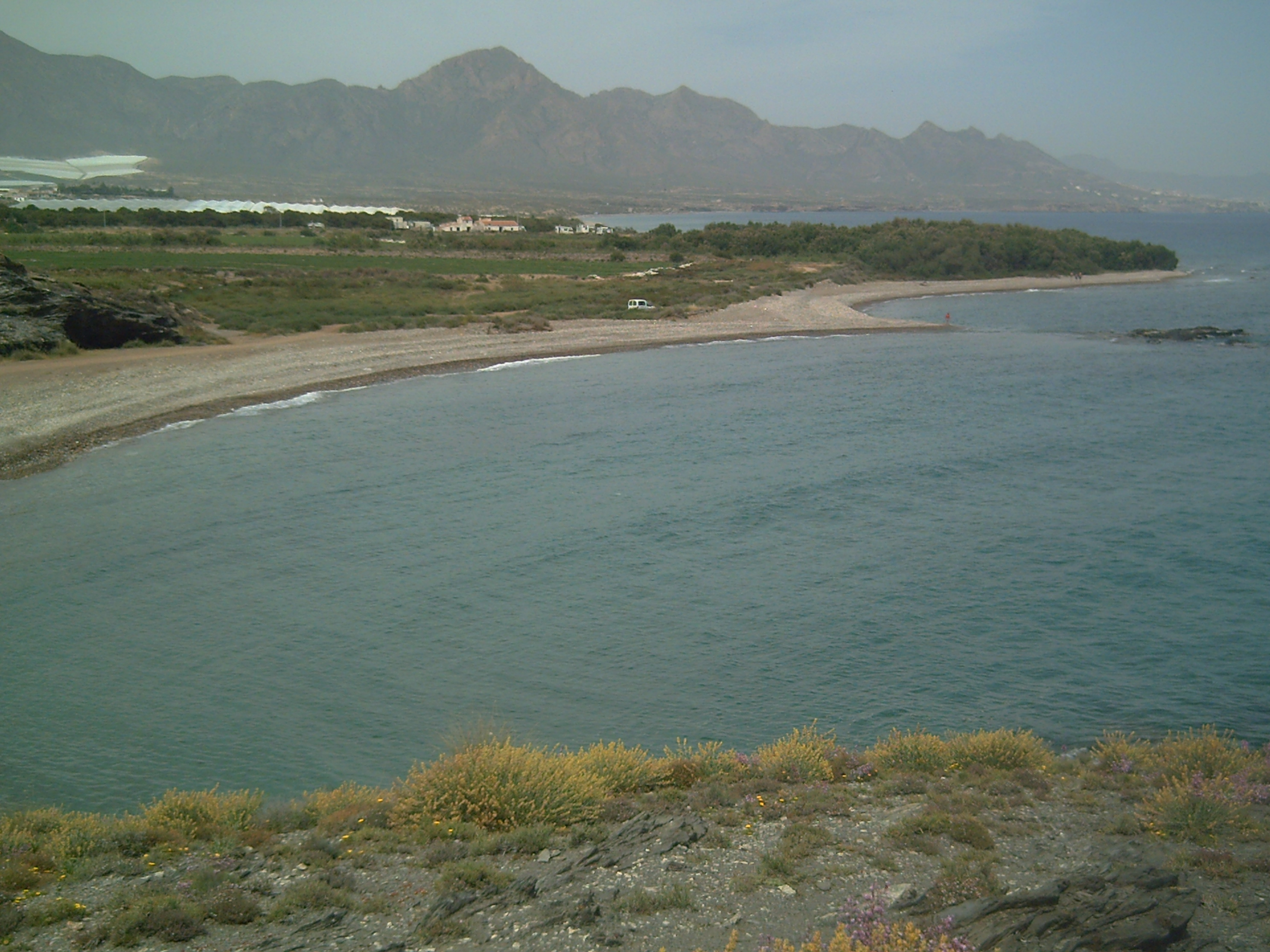
Vegetación característica de matorral mediterráneo en las playas del Ballenato y Las Chapas

La climatología y el relieve de Mazarrón permiten la supervivencia en sus sierras y campos de una gran diversidad de especies animales y vegetales característicos del litoral mediterráneo del sureste de la península ibérica.
En lo relativo a la flora, cabe destacar el matorral mediterráneo, formado por especies como el esparto, tomillo, romero, boja y palmito, al que se incluyen algunas especies invasoras como la Nicotiana glauca o la palera. No existen grandes formaciones boscosas aunque sí algunas zonas pobladas principalmente especies como el pino carrasco o palmera datilera y árboles dedicados a la explotación agrícola como el algarrobo, el olivo o la higuera. En los fondos marinos destacan principalmente las praderas de Posidonia oceanica.
La fauna de los montes y campos mazarroneros está formada principalmente por colonias de aves migratorias como patos, garzas, garcetas, ibis, avocetas o agujas en algunos lugares como la desembocadura de las ramblas y otras como la gaviota, la perdiz, codorniz o la tórtola dispersas por todo el territorio. En las sierras cercanas, también se han podido datar aves rapaces como el Águila Perdicera o el búho. En cuanto a los mamíferos destacan: el zorro, el conejo y la liebre. Además, debemos resaltar la presencia de poblaciones de tortuga mora. Por último, también en los fondos marinos encontramos una amplia variedad de vida entre la que podemos remarcar especies como el mero, los abadejos, sargos, corvallos o blenidos entre otros muchos.

### Playas

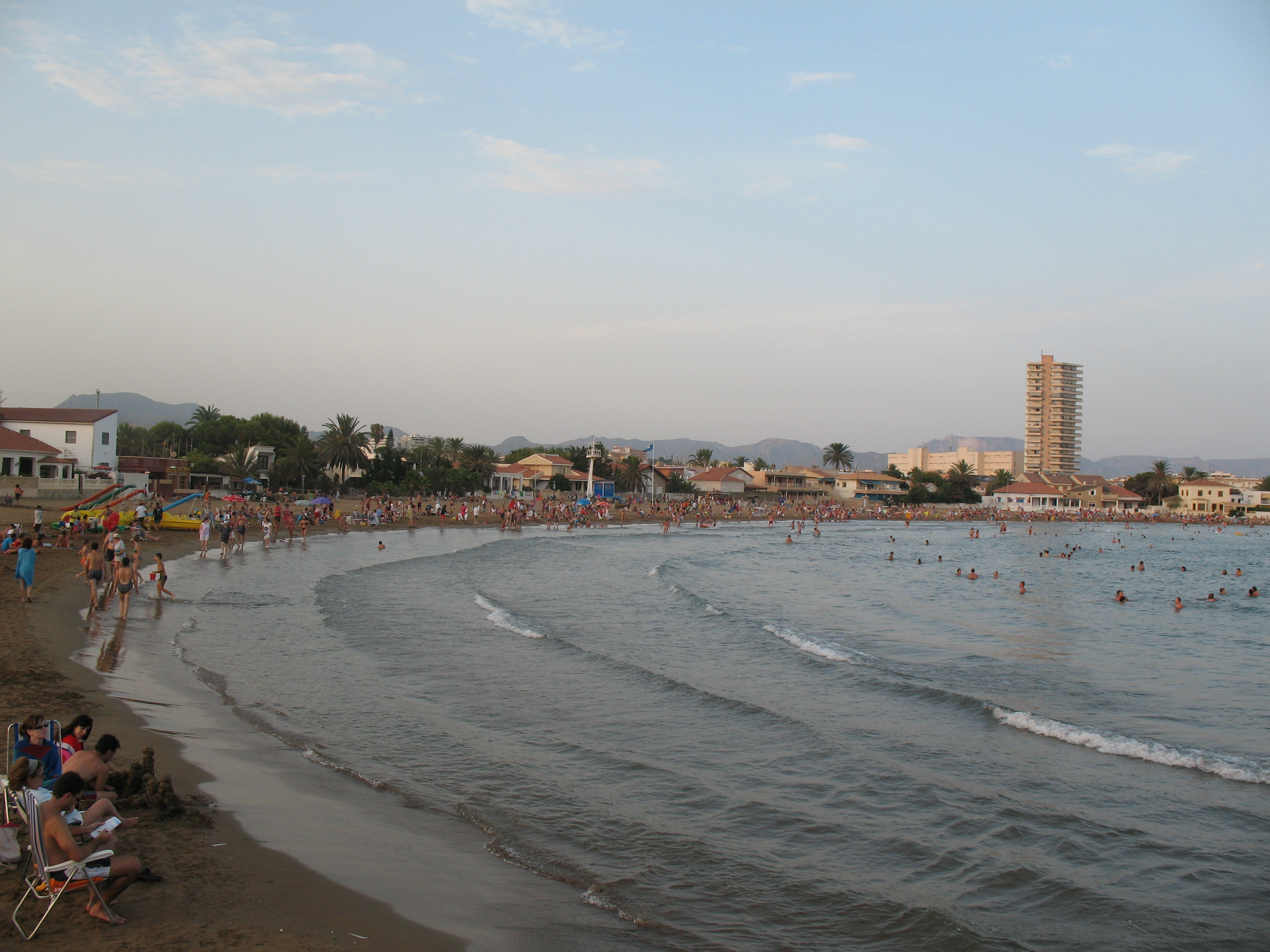
Playa de Bahía, en Puerto de Mazarrón

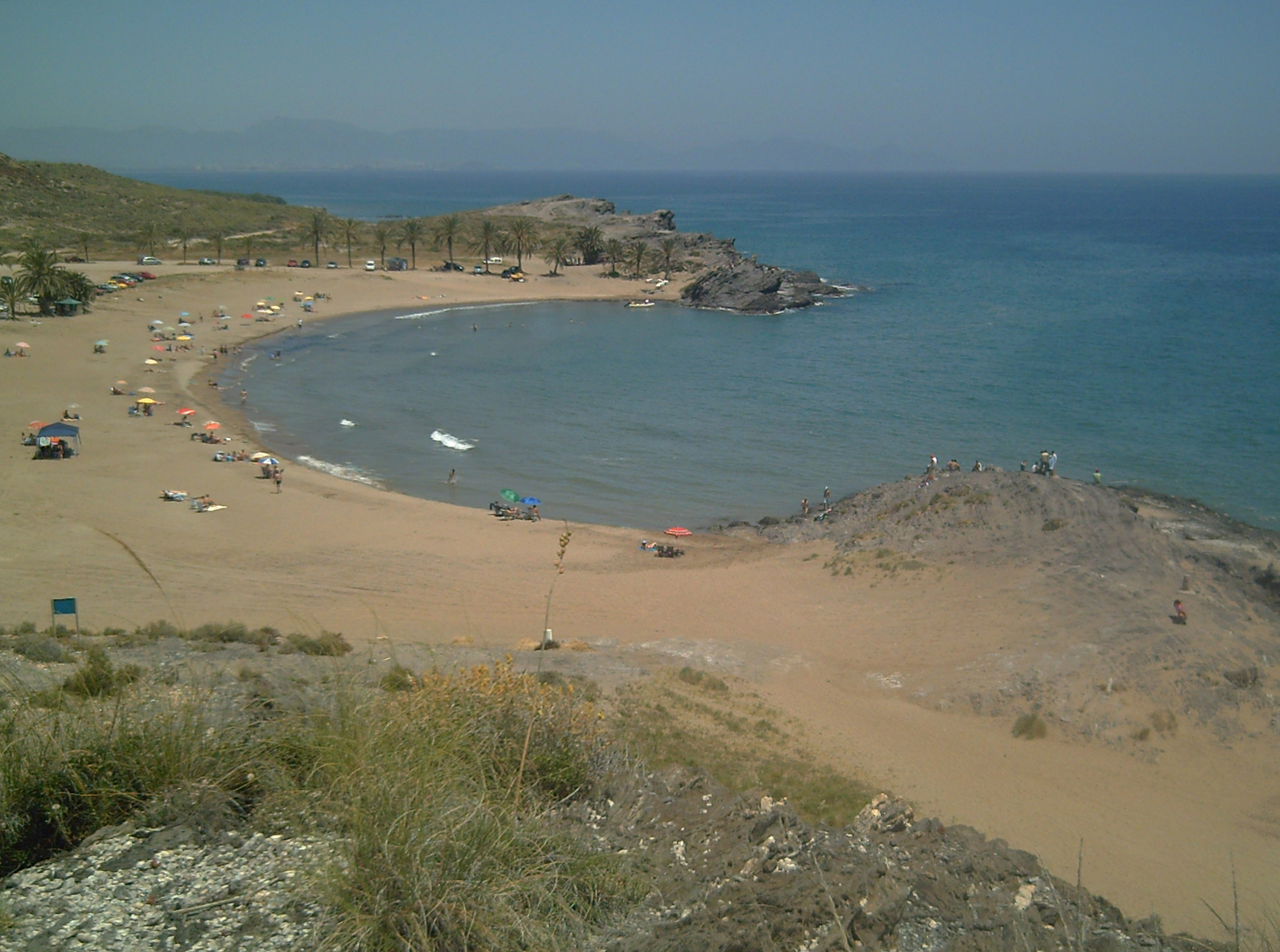
La salvaje Playa de Percheles, en la zona occidental del término municipal de Mazarrón

- Playa del Mojón
- Playa de la Raja
- Playa Negra
- Playa del Alamillo
- Playa del Rihuete
- Playa del Puerto
- Playa de la Isla. En sus aguas se encuentra el Barco Fenicio de Mazarrón
- Playa de la Ermita
- Playa de Bahía
- Playa de la Reya
- Playa de la Pava
- Playa de Nares
- Playa del Castellar
- Playa de Las Moreras
- Playa de Bolnuevo
- Playa del Rincón
- Playa de Piedra Mala
- Playa de Cueva de Lobos
- Playa Amarilla
- Playa de la Grúa
- Playa de Cala de Leño
- Cala Desnuda
- Playa del Barranco Ancho
- Playa del Hondón del Fondo
- Playa Cabezo de Pelea
- Playa de las Covaticas
- Playa de las Chapas
- Playa del Ballenato
- Playa de Percheles
- Playa de las Minas
- Playa del Palomarico
- Playa de Parazuelos

## Historia
Territorio poblado desde tiempos antiquísimos, Mazarrón fue escenario de presencia humana en el Paleolítico medio y en el Paleolítico superior. Huellas de este ocupamiento son los yacimientos de la Cueva de la Permera, la Cueva de Los Tollos, de La Peñica y de Las Palomas. Restos procedentes de estos enclaves son diversos útiles como puntas de sílex, raspadores, raederas y percutores. También se han encontrado evidencias de los primeros enterramientos rituales de la zona.
De la Edad del Cobre encontramos el yacimiento del Cabezo del Plomo y sus características viviendas circulares, mientras que de la Edad del Bronce destacan el yacimiento arqueológico de Ifre, en la pedanía de Ifre-Pastrana, y el Cabezo de las Vívoras, sito en la sierra de las Moreras, pertenecientes a la Cultura argárica.

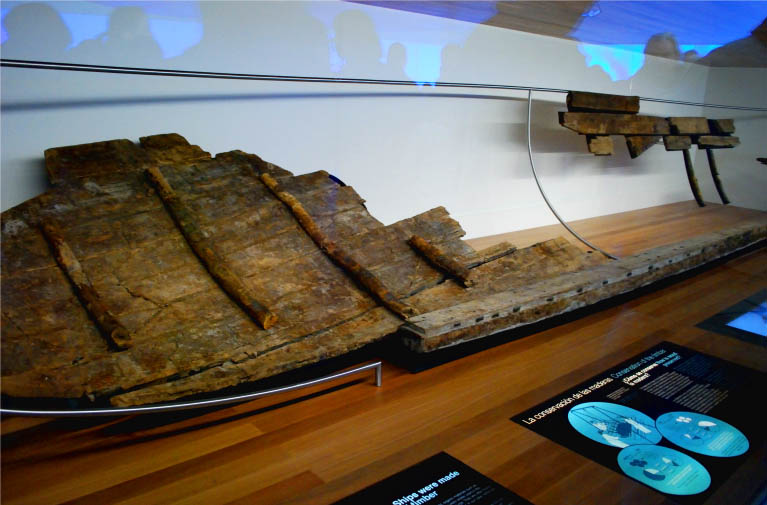
Restos originales del barco fenicio Mazarrón I, en el Museo Nacional de Arqueología Subacuática en Cartagena

Ligado a una temprana diversificación económica de los grupos argáricos del entorno aparece el yacimiento de Punta de los Gavilanes, destinado a la explotación del medio marino y, probablemente, al apoyo a la navegación costera. Fue utilizado como pequeño enclave comercial por parte de los fenicios, estando habitado todavía en el siglo VI a. C. con idéntica función. En una playa próxima (la playa de la Isla) fueron encontrados los denominados barcos fenicios de Mazarrón, muestra de la poderosa presencia de esta cultura en la zona, atraída por los recursos mineros.
El barco Mazarrón II conserva todos los elementos en posición y curvatura originales, a diferencia del Mazarrón I cuyo material se encontraba disperso. El barco Mazarrón II aguarda en la playa de la Isla una decisión por parte de las autoridades regionales para su traslado al ARQUA o su mantenimiento en Mazarrón. En el ARQUA se expone una réplica exacta del mismo.
En 1243, el por entonces infante Alfonso X el Sabio, integra la taifa de Murcia en la Corona de Castilla en virtud del Tratado de Alcaraz.
Tras la conquista castellana, Almazarrón (antigua denominación de la localidad) dependerá del municipio de Lorca, hasta que el fin de la frontera con el reino nazarí de Granada a finales del siglo XV propició la explotación de las minas de almagra y alumbre, concedidas a la familia Fajardo, adelantados del reino de Murcia y Marqueses de los Vélez (que construyeron el castillo que corona la villa), y al marqués de Villena, posibilitando el desarrollo de la población. Gracias a lo cual, Mazarrón consiguió la independencia municipal el 1 de agosto de 1572, por privilegio de Felipe II.
Sin embargo, las minas de alumbre cerrarían en 1594, no recuperándose la actividad minera en el municipio hasta la segunda mitad del siglo XIX, viviendo entonces un momento de esplendor junto al resto de localidades costeras de la Región de Murcia, con un aumento exponencial de su población. A comienzos del siglo XX sobrevino la crisis de la actividad minera, de la cual Mazarrón no se recuperaría hasta bien avanzado el siglo, gracias al desarrollo del turismo y la agricultura de exportación.

## Demografía
Mazarrón cuenta con una población de 35 099 habitantes (INE 2024).
| Gráfica de evolución demográfica de Mazarrón entre 1842 y 2021                                                      |
| |
| Población de derecho según los censos de población del INE Población de hecho según los censos de población del INE |

| Nacionalidad | Hombres | Mujeres | Total  | %      | Proporción |
| ------------ | ------- | ------- | ------ | ------ | ---------- |
| Española     | 10 677  | 10 527  | 21 204 | 62.9 % |            |
| Extranjera   | 6739    | 5757    | 12 496 | 37.0 % |            |

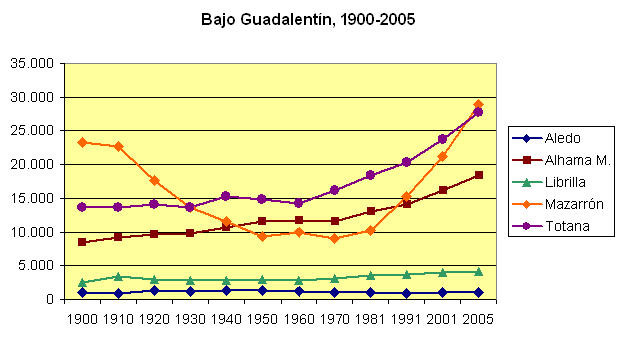
Evolución demográfica de la comarca del Bajo Guadalentín

La evolución demográfica de Mazarrón representa un caso singular en la comarca del Bajo Guadalentín. La explotación de sus cotos mineros le permitió aumentar de población de forma considerable, al igual que otras localidades de la franja costera murciana, sobre todo en la segunda mitad del siglo XIX. Época en la que se construyeron algunos de sus monumentos más importantes, como el ayuntamiento.
Sin embargo, el cese de la actividad minera supuso una fuerte regresión de su población, con emigraciones muy intensas a partir de 1910. Nuevamente, desde el último tercio del siglo XX, se produce una recuperación no menos intensa a impulsos, principalmente, del turismo, que lo volvió a colocar como el municipio más poblado de la comarca —tal y como fue hasta 1940—, aunque esta vez con una población menos concentrada en el núcleo de Mazarrón (donde se localizaban los cotos mineros), y más repartida entre dicho núcleo y la zona costera.
Hasta el inicio de la crisis de 2008 ese crecimiento se mantuvo en aumento. Sin embargo, a partir de entonces y a consecuencia de la misma, su población volvió a retroceder, por lo que Totana recuperó su posición como municipio más poblado de la comarca, aunque por escaso margen, volviendo a ser superado recientemente por Mazarrón.

## Economía
La economía de Mazarrón ha estado basada principalmente en la agricultura de exportación y en la pesca -aunque históricamente fue un municipio de importante actividad minera-. La ganadería también está bastante extendida en el municipio en forma de pequeñas granjas situadas a las afueras de las diferentes pedanías que conforman Mazarrón. Pero en las últimas dos décadas, gracias al incremento del turismo, sectores como la construcción y el sector servicios han experimentado un claro aumento.
Mazarrón cuenta con un total de 8 hoteles entre los que reúnen casi 600 plazas, 8 pensiones con 152 plazas, 239 apartamentos turísticos provistos para 1201 personas y 3 cámpines turísticos con capacidad para 2524 visitantes.

#### Minería

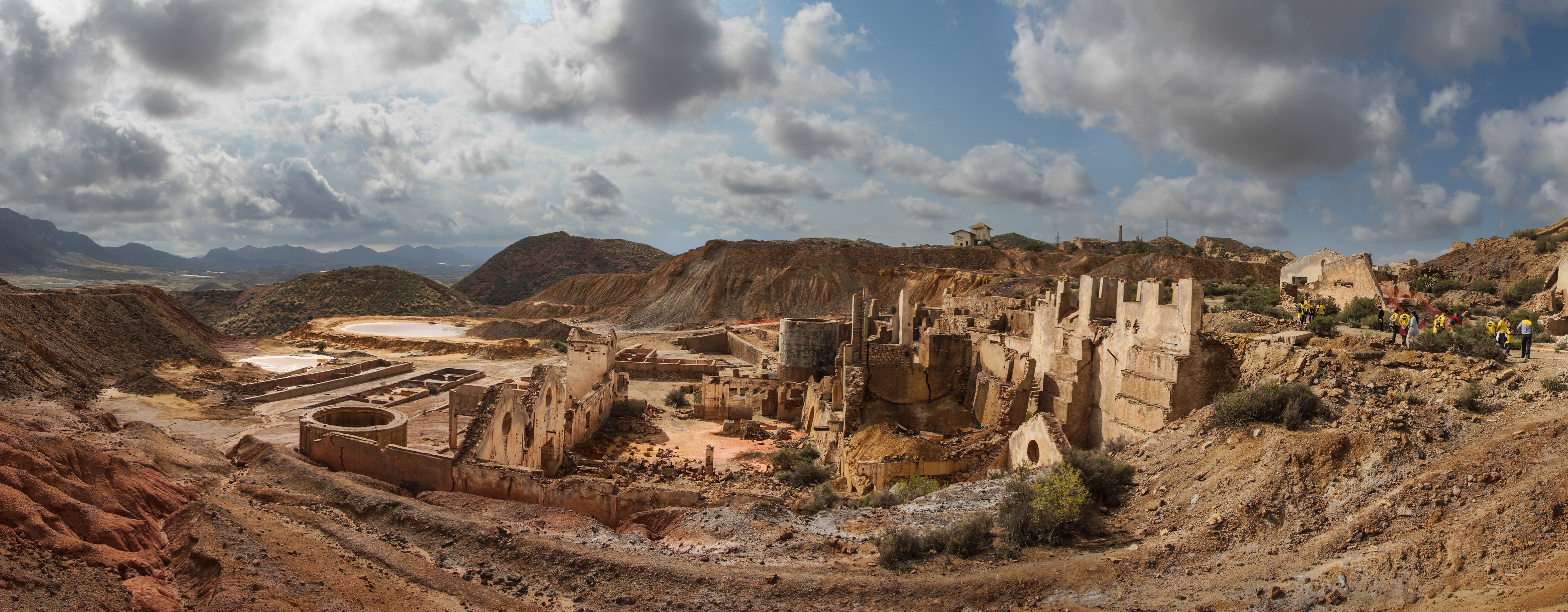
La antigua zona minera de San Cristóbal-Los Perules

Mazarrón tiene una fecunda historia unida a la riqueza minera de su sierra. Que los romanos eligieran la población murciana como uno de sus principales asentamientos en la península ibérica no fue casualidad, las montañas del entorno ofrecían (y ofrecieron hasta hace pocos años) unas tierras ricas en plomo, plata o zinc, entre otros minerales.
En los años sesenta del siglo XX, la explotación de las minas dejó de ser rentable y la zona fue totalmente abandonada. La dejadez hoy en día es tal que pasear por estas amplias extensiones sin apenas vegetación da la sensación al viajero de estar pisando otro planeta. El acceso al antiguo recinto es gratuito, sin ningún tipo de delimitación de la zona, y precisamente por ello el vandalismo ha invadido los edificios derrumbados. Lo que antiguamente eran los barracones y construcciones de la mina, en la actualidad son inmuebles que han sido saqueados, pintados con grafitis y destrozados.
Hoy en día las minas de la localidad de Mazarrón se convierten en casi un escenario de película donde se puede pasear por un auténtico paisaje lunar en el que el agua de un intenso color rojo es la protagonista. Algo parecido a lo que acontece en Riotinto (Huelva) y que ha despertado el interés de los científicos de la NASA por su semejanza con el paisaje del planeta Marte.

## Administración y política

### Gobierno municipal

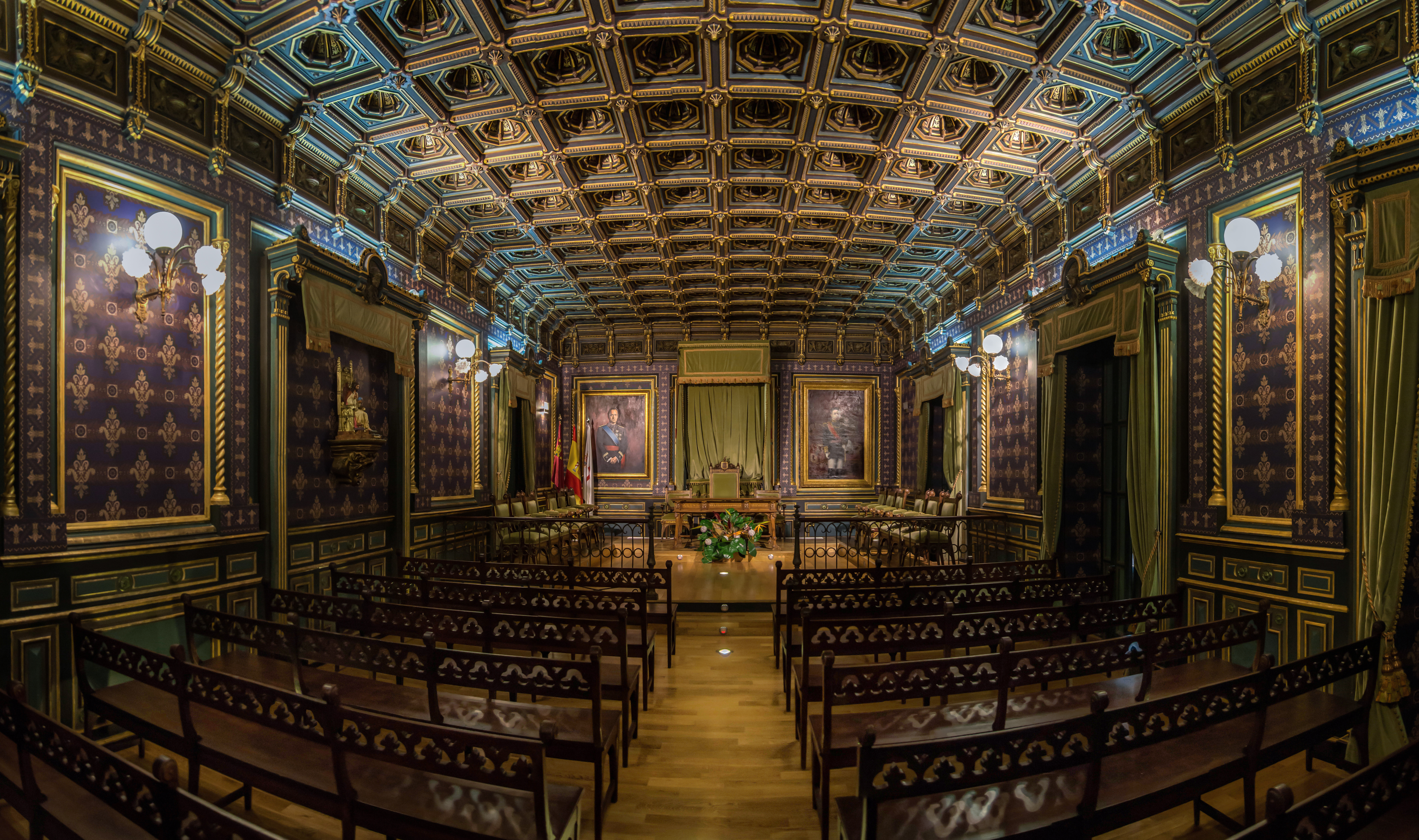
Salón de plenos

| Periodo   | Nombre               | Partido | Partido                                               |
| --------- | -------------------- | ------- | ----------------------------------------------------- |
| 1979-1980 | Mariano Yúfera       |         | Independiente                                         |
| 1980-1995 | Pedro Muñoz Ballesta |         | Partido Socialista de la Región de Murcia (PSRM-PSOE) |
| 1995-1997 | Domingo Valera       |         | Partido Popular (PP)                                  |
| 1997-1999 | José Raja            |         | Partido Popular (PP)                                  |
| 1999-2001 | Domingo Valera       |         | Partido Independiente por Mazarrón (PIXM)             |
| 2001-2003 | José de la Cruz      |         | Independiente                                         |
| 2003-2011 | Francisco Blaya      |         | Partido Popular (PP)                                  |
| 2011-2014 | Ginés Campillo       |         | Unión Independiente de Mazarrón (UIDM)                |
| 2014-2015 | Francisco García     |         | Partido Socialista de la Región de Murcia (PSRM-PSOE) |
| 2015-2019 | Alicia Jiménez       |         | Partido Popular (PP)                                  |
| 2019-2023 | Gaspar Miras         |         | Partido Socialista de la Región de Murcia (PSRM-PSOE) |
| 2023-act. | Ginés Campillo       |         | Unión Independiente de Mazarrón (UIDM)                |

| Partido político                                          | 2023  | 2023  | 2023       | 2019  | 2019  | 2019       | 2015  | 2015  | 2015       | 2011  | 2011  | 2011       | 2007  | 2007  | 2007       |
| Partido político                                          | Votos | %     | Concejales | Votos | %     | Concejales | Votos | %     | Concejales | Votos | %     | Concejales | Votos | %     | Concejales |
| Partido Popular (PP)                                      | 3631  | 31,64 | 8          | 2821  | 24,71 | 7          | 3430  | 29,88 | 7          | 4232  | 36,12 | 8          | 5866  | 49,47 | 12         |
| Unión Independiente de Mazarrón (UIDM)                    | 3140  | 27,36 | 6          | 2207  | 19,33 | 5          | 1957  | 17,05 | 4          | 2107  | 17,98 | 4          | 846   | 7,14  | 1          |
| Partido Socialista de la Región de Murcia (PSRM-PSOE)     | 3114  | 27,13 | 6          | 2723  | 23,85 | 6          | 1587  | 13,83 | 3          | 3399  | 29,01 | 7          | 3285  | 27,71 | 7          |
| Vox                                                       | 806   | 7,02  | 1          | 652   | 5,71  | 1          | 160   | 1,42  | 0          | —     | —     | —          | —     | —     | —          |
| Izquierda Unida (IU)                                      | 389   | 3,39  | 0          | 430   | 3,76  | 0          | 587   | 5,11  | 1          | 768   | 6,55  | 1          | 547   | 4,61  | 0          |
| Ciudadanos (CS)                                           | —     | —     | —          | 976   | 8,55  | 2          | 656   | 5,72  | 1          | —     | —     | —          | —     | —     | —          |
| Partido Independiente por Mazarrón (PIXM)                 | —     | —     | —          | 343   | 3,00  | 0          | 578   | 5,04  | 1          | —     | —     | —          | 569   | 4,80  | 0          |
| Construyendo la Izquierda-Alternativa Socialista (CLI-AS) | —     | —     | —          | —     | —     | —          | 1380  | 12,02 | 3          | —     | —     | —          | —     | —     | —          |
| Ciudadanos de Centro Democrático (CCD)                    | —     | —     | —          | 447   | 3,91  | 0          | 605   | 5,27  | 1          | —     | —     | —          | —     | —     | —          |
| Partido Demócrata Español (PADE)                          | —     | —     | —          | —     | —     | —          | —     | —     | —          | —     | —     | —          | 625   | 5,27  | 1          |

### Organización territorial
| Entidad de población   | Habitantes (2022) |
| ---------------------- | ----------------- |
| Atalaya                | 161               |
| Balsicas               | 1326              |
| Cañadas del Romero     | 86                |
| Gañuelas               | 72                |
| Garrobo                | 533               |
| Ifre-Cañada de Gallego | 1213              |
| Ifre-Pastrana          | 420               |
| Leiva                  | 301               |
| Majada                 | 178               |
| Mazarrón (núcleo)      | 13 063            |
| Mingrano               | 15                |
| Moreras                | 1068              |
| Puerto de Mazarrón     | 11 397            |
| Rincones               | 19                |
| Saladillo              | 3848              |
| Total                  | 33 700            |

Notas:

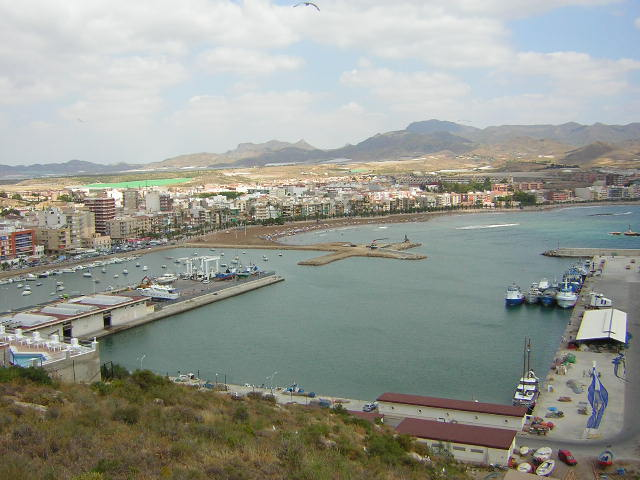
El Puerto de Mazarrón antes de su reforma integral

- Las Balsicas comprende las entidades de: El Alamillo, Las Balsicas y Los Lorentes.
- El Margajón fue pedanía históricamente, pero al no tener habitantes censados, desapareció.
- Puerto de Mazarrón nunca ha sido pedanía, aunque sea el segundo núcleo urbano más grande del municipio forma parte indivisible con el propio casco urbano de Mazarrón a efectos territoriales.
- Bolnuevo forma parte de la pedanía de Las Moreras, la cual se extiende por la costa hasta la playa de la Isla.
- Camposol es una urbanización dentro de la pedanía de El Saladillo.

## Transporte y comunicaciones

### Por carretera
El municipio de Mazarrón cuenta con una importante red de carreteras:
- AP-7 E-15 (Autopista de peaje del Mediterráneo) en un sentido hacia la pedanía lorquina de Ramonete, la pedanía aguileña de Calabardina y Águilas, dentro de la Región de Murcia y con Andalucía: a Pulpí, Cuevas del Almanzora y Vera. Todas estas localidades están en la provincia de Almería, Andalucía. En Vera conecta con la A-7 E-15 (Autovía del Mediterráneo) hasta Almería y resto de Andalucía por la costa.

En el otro sentido hacia Fuente Álamo de Murcia y Cartagena, pasando después por el aeropuerto de San Javier en la Región de Murcia y Comunidad Valenciana: Torrevieja y Crevillente en la provincia de Alicante. Conecta también con la A-7 E-15 (Autovía del Mediterráneo) hacia Elche en la provincia de Alicante y Alicante además de toda la costa mediterránea española hacia el norte hasta la frontera francesa.
- La Autovía autonómica RM-3 en dirección Totana donde enlaza con la A-7 E-15.
- La carretera desdoblada autonómica RM-23 en dirección Alhama de Murcia, conecta la RM-3 con la RM-2 y A-7 E-15.
- La carretera autonómica RM-332 discurre paralela a la AP-7.

### Marítimo
Además de la red viaria el municipio cuenta con un puerto en la localidad de Puerto de Mazarrón.

### Avión
El aeropuerto más próximo es el Aeropuerto Internacional de la Región de Murcia a 53,3 km. Los siguientes en proximidad son: el aeropuerto de Almería y el aeropuerto de Alicante-Elche.

### Autobús
Existe una línea de autobús urbano, denominada Bus Mazarrón, que une entre sí las diferentes pedanías y localidades. Además, prestan servicio las siguientes líneas de autobús interurbano:
| Línea     | Recorrido                                         | Recorrido                                         | Recorrido                                              | Operador       |
| --------- | ------------------------------------------------- | ------------------------------------------------- | ------------------------------------------------------ | -------------- |
| 30        | Cartagena                                         | Tallante La Azohía - Isla Plana                   | El Alamillo - Puerto de Mazarrón - Bolnuevo - Mazarrón | ALSA (TUCARSA) |
| MUR-026-2 | Bolnuevo - Puerto de Mazarrón - Mazarrón - Murcia | Bolnuevo - Puerto de Mazarrón - Mazarrón - Murcia | Bolnuevo - Puerto de Mazarrón - Mazarrón - Murcia      | Interbus       |
| MUR-087   | Lorca - Totana - Alhama - Mazarrón                | Lorca - Totana - Alhama - Mazarrón                | Lorca - Totana - Alhama - Mazarrón                     | Martínez       |

También prestan servicio las siguientes líneas de autobús de largo recorrido:
| Línea   | Recorrido                   | Operador |
| ------- | --------------------------- | -------- |
| VAC-055 | Madrid - Mazarrón - Águilas | ALSA     |
| VAC-228 | Almería - Cartagena         | Bus BAM  |

## Patrimonio
A continuación se muestran algunos elementos del patrimonio mazarronero que destacan por su valor histórico, arquitectónico o cultural:
- Cabezo del Plomo: Se trata de un conjunto arqueológico que está declarado Bien de Interés Cultural por en la comunidad autónoma de la Región de Murcia. Este se encuentra en las últimas estribaciones de la sierra de las Moreras.[15] Las construcciones presentes en el yacimiento se levantaron durante el Neolítico final y el Calcolítico. Del poblado se conservan parcialmente una muralla y unas cabañas circulares de base de piedra así como una necrópolis que presentaba un enterramiento en tholos.[16]
- Punta de Gavilanes: Es un conjunto arqueológico que se localiza en un promontorio situado entre las playas de Bahía y de La Pava, en el Puerto de Mazarrón. Contiene restos que van desde la primera mitad del II milenio antes de Cristo hasta el siglo III a. C., de influencia fenicia.[17]
- Centro de interpretación del Barco Fenicio: Centro expositivo localizado en el Puerto de Mazarrón que explica los hallazgos arqueológicos encontrados frente a la playa de la Isla, con las dos embarcaciones fenicias más antiguas del Mediterráneo localizadas hasta la fecha. Del barco denominado Mazarrón I solo se conservan la quilla, algunas cuadernas y algunas tracas. El barco llamado Mazarrón II está casi completo. También se halló una ancla, siendo la más antigua encontrada en el Mediterráneo. El yacimiento submarino está fechado en el siglo VII a. C.[18]
- Miliario romano: Situado junto al convento de la Purísima, en el centro de Mazarrón, se trata de un típico miliario, una columna de altura media que se colocaba al lado de las calzadas romanas para indicar mil passus (unidad de medida romana). Fue hallado en los años 70 del siglo XX.
- Villa romana del Alamillo: este conjunto arqueológico se localiza en las proximidades de la playa del Alamillo. Sus construcciones cuentan con dos fases cronológicas: un establecimiento de época republicana (siglos II a. C.-I a. C.) del que destaca los restos de un ara o altar; y una villa romana de época imperial de la que forman parte una balsa y un acueducto.[19]

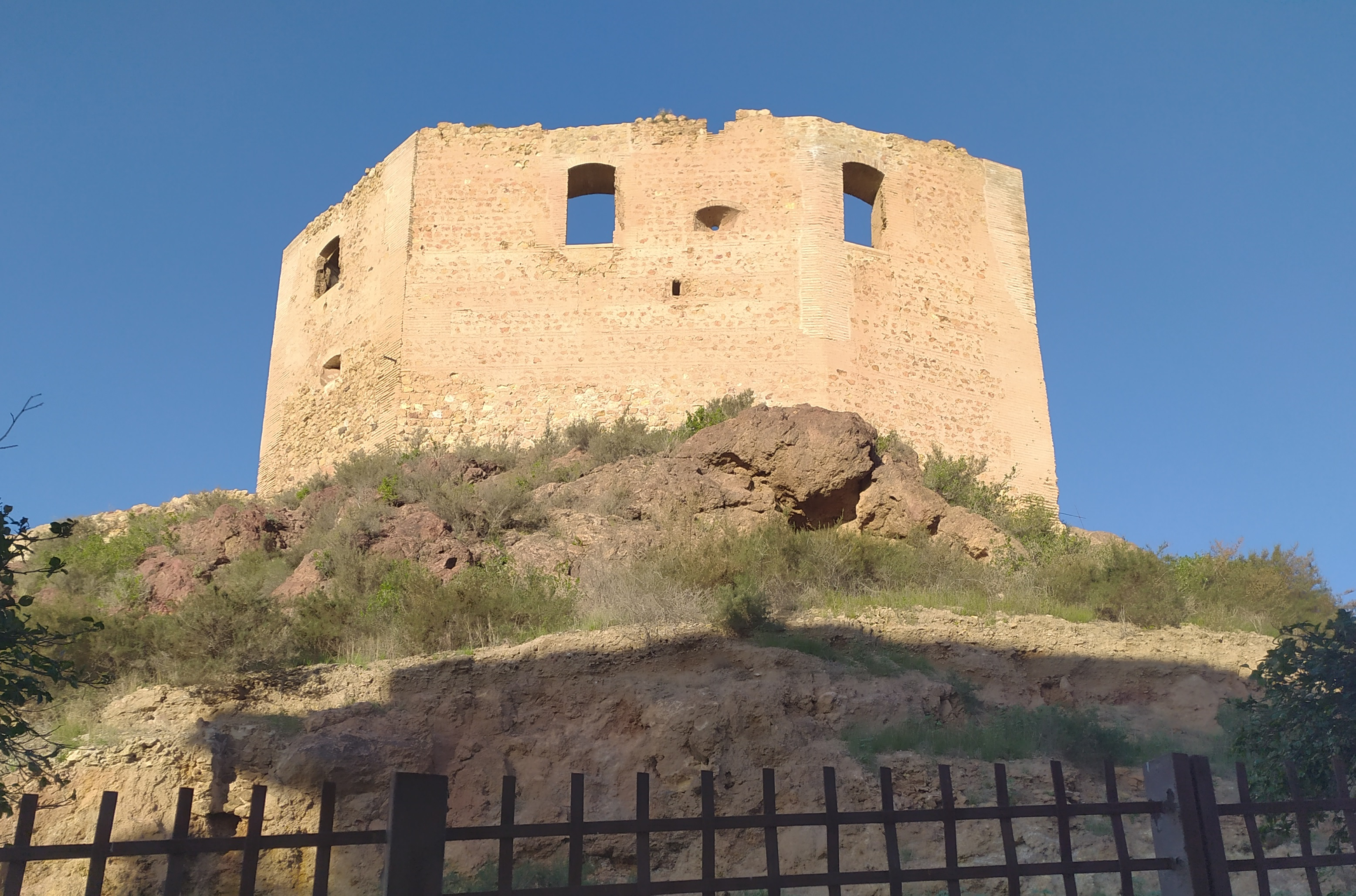
Ruinas del castillo de los Vélez

- Casa romana de la calle Era: Se trata de una vivienda tardorromana de los siglos IV y V d. C., encontrada en la calle Era del Puerto de Mazarrón.
- Castillo de Los Vélez: esta construcción se encuentra en pleno casco urbano de Mazarrón, sobre un pequeño cerro. Edificado a finales del siglo XV por orden de la familia Fajardo, adelantados mayores del Reino de Murcia y posteriores Marqueses de los Vélez.[20]
- Torre del Molinete: Se trata de un torreón vigía de forma circular que se levanta sobre un pequeño promontorio cerca del Castillo de Los Vélez. Su construcción tuvo lugar en el año 1490 por disposición de los Reyes Católicos para la defensa de la villa de Mazarrón y de su costa ante las frecuentes incursiones de los piratas berberiscos.[21]
- Torre de Santa Isabel: Esta construcción también recibe los nombres de Torre Vieja y Torre de la Cumbre. Se ubica en el casco urbano del Puerto de Mazarrón y se construyó como consecuencia de la inseguridad en la costa en la Baja Edad Media y la Edad Moderna debida a las incursiones de los piratas berberiscos.[22]

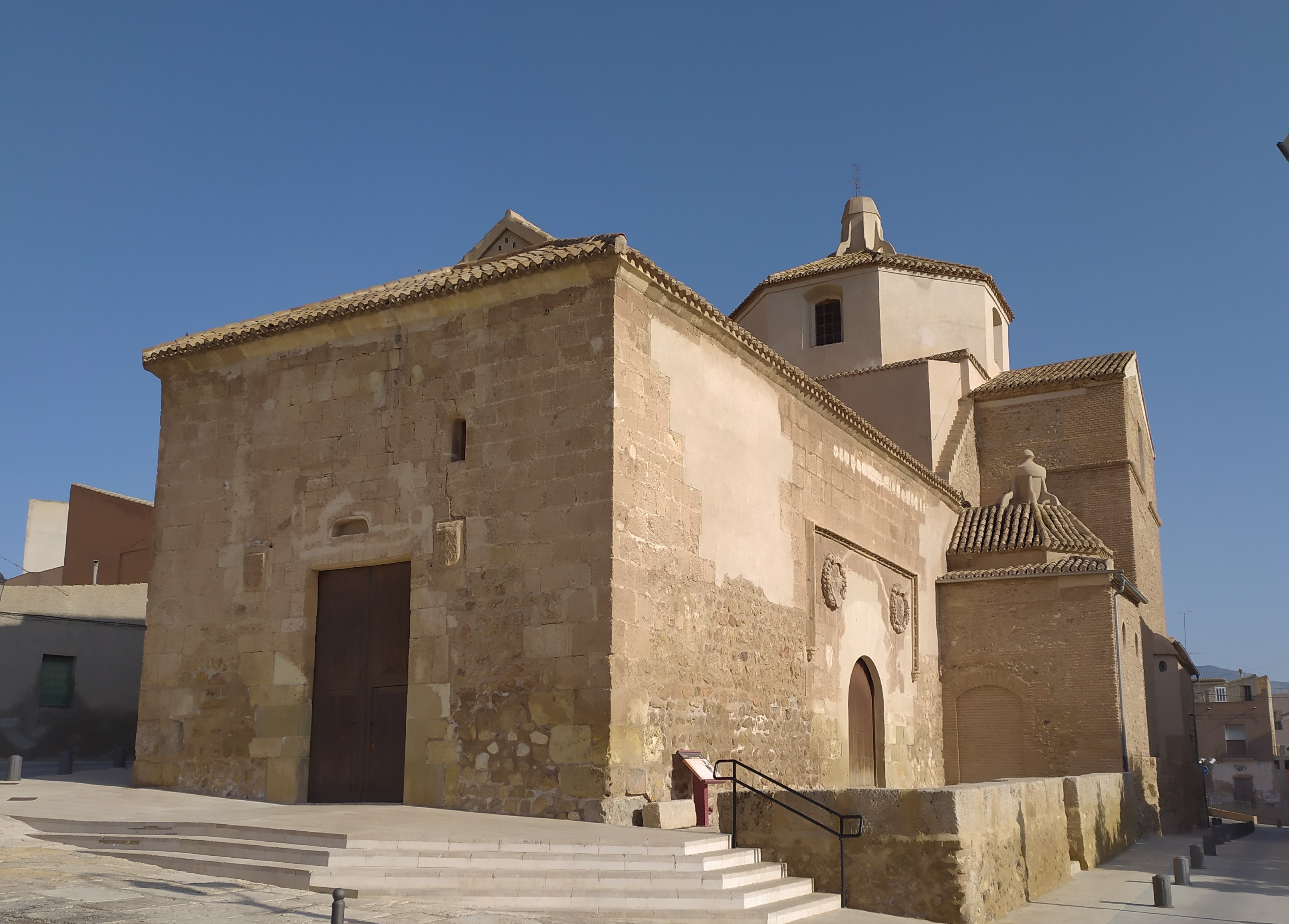
Iglesia de San Andrés, del

- Torre de los Caballos: Construida en el siglo XVI en Bolnuevo con la finalidad de controlar y proteger el litoral de esa zona de posibles ataques berberiscos. En el siglo XVIII fue remodelada dentro el programa de restauración de torres vigías, dotándola de diferentes construcciones anexas. A mediados del siglo XX se le añadió una ermita contigua dedicada a la Purísima Concepción.
- Iglesia de San Andrés: iglesia edificada entre 1523 y 1549 en el centro de Mazarrón, fue remodelada en el año 1762, momento en el que se le añadió un crucero. Esta construcción tiene algunos elementos mudéjares como artesonados y alfarjes.[23]
- Iglesia de San Antonio de Padua: Templo que se encuentra a los pies del cerro del Castillo de Los Vélez. La construcción de esta iglesia finalizó en la segunda mitad del siglo XVI.[24]
- Iglesia convento de La Purísima: Edificada en el siglo XVII sobre una antigua ermita por los franciscanos descalzos de San Pedro de Alcántara, que fundaron un convento en Mazarrón, el edificio actual corresponde a las reformas realizadas en el siglo XVIII.

- Antigua factoría de alumbres

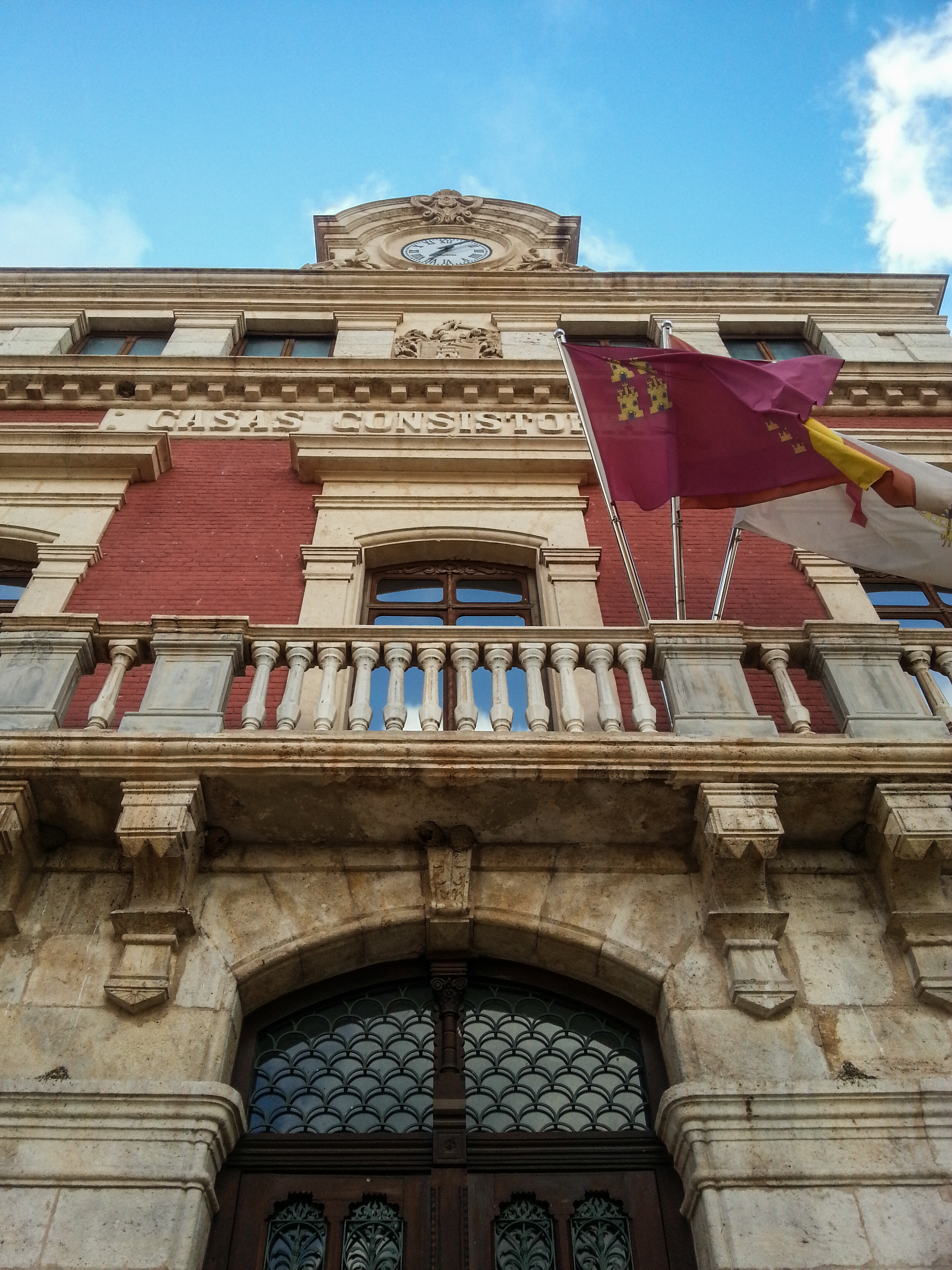
Fachada del Ayuntamiento de Mazarrón

- Acueducto del Arco: Esta obra de ingeniería hidráulica se erigió probablemente en el siglo XVIII o en el XIX. Está hecha de mampostería, de cal y de piedra para llevar agua desde el nacimiento de la rambla de El Alamillo hasta antiguas fincas colindantes a la rambla de Los Lorentes. De ese modo se posibilitaba el riego del antiguo campo de El Alamillo.
- Cotos mineros de Mazarrón
- Edificio casino o Ateneo cultural: Se desconoce la fecha en la que se erigió este edificio, pero se sabe que este ya existía en el año 1844. En los años 80 de ese mismo siglo la función de esta edificación pasará a ser la de casino. No tiene un estilo arquitectónico en concreto, sino que es ecléctico.[25][26]
- Casas Consistoriales o antiguo edificio del Ayuntamiento: Se trata de un edificio de estilo modernista construido a finales del siglo XIX y que realizaba la función de ayuntamiento.[27] En su interior destaca un lujoso salón de plenos. Está considerado Bien de Interés Cultural con la categoría de Monumento.
- Entrada de abastecimiento de aguas
- Sagrado Corazón de Jesús: Esta escultura se encuentra en el monte de Santa Catalina en Mazarrón. Fue la primera estatua al Sagrado Corazón que se construyó en la Región de Murcia y se inauguró en el año 1924. Esta fue destruida durante la Guerra Civil y reconstruida en 1952 gracias a los donativos de los vecinos.[28]

## Cultura

### Deporte
- Mazarrón Club de Fútbol.

El club de fútbol de Mazarrón está situado en la avenida Juan Carlos I en la ciudad de Mazarrón, en la región de Murcia, España. El club original se formó en Mazarrón en la década de 1930. Estos últimos años, el club ha pasado muchas temporadas en el grupo XIII de la Tercera división de la liga española. Sin embargo, su logro más grande fue en la temporada 2006/07 cuando obtuvo el ascenso a la Segunda división B.
Desafortunadamente, el club descendió de nuevo a la Tercera división al final de la temporada 2007/08. Después de una temporada moderada y acertada, con otras esperanzas de ascenso (que no se alcanzó), durante las temporadas siguientes el club estuvo luchando por la permanencia, y al final de la temporada 2009/10, después del retiro del patrocinador principal, el club cayó en dificultades financieras y desapareció.
- Club Deportivo Bala Azul.

El club se fundó en el año 1948 y es uno de los clásicos del fútbol modesto en la Región de Murcia. Ascendió por primera vez a Tercera División en la temporada 1992/93. En su estreno en la categoría nacional no fue capaz de conservar la categoría y descendió al quedar decimoctavo.
En la temporada 1998/99 consigue ascender de nuevo a Tercera División y se consolida en la categoría con 6 temporadas seguidas consiguiendo la permanencia. Sin embargo en la campaña 2004/05 desciende al quedar colista. No obstante, solo tarda un año en regresar a Tercera, y tras quedarse campeón en Territorial Preferente, consigue mantenerse en Tercera División durante siete campañas consecutivas, hasta la temporada 2012/13, cuando pierde la categoría.
- Mazarrón Fútbol Club
- Mazarrón Basket
- Club de Atletismo Mazarrón
- Club Deportivo Fenicia
- Club Deportivo Mazarrón Tenis de Mesa

### Fiestas patronales

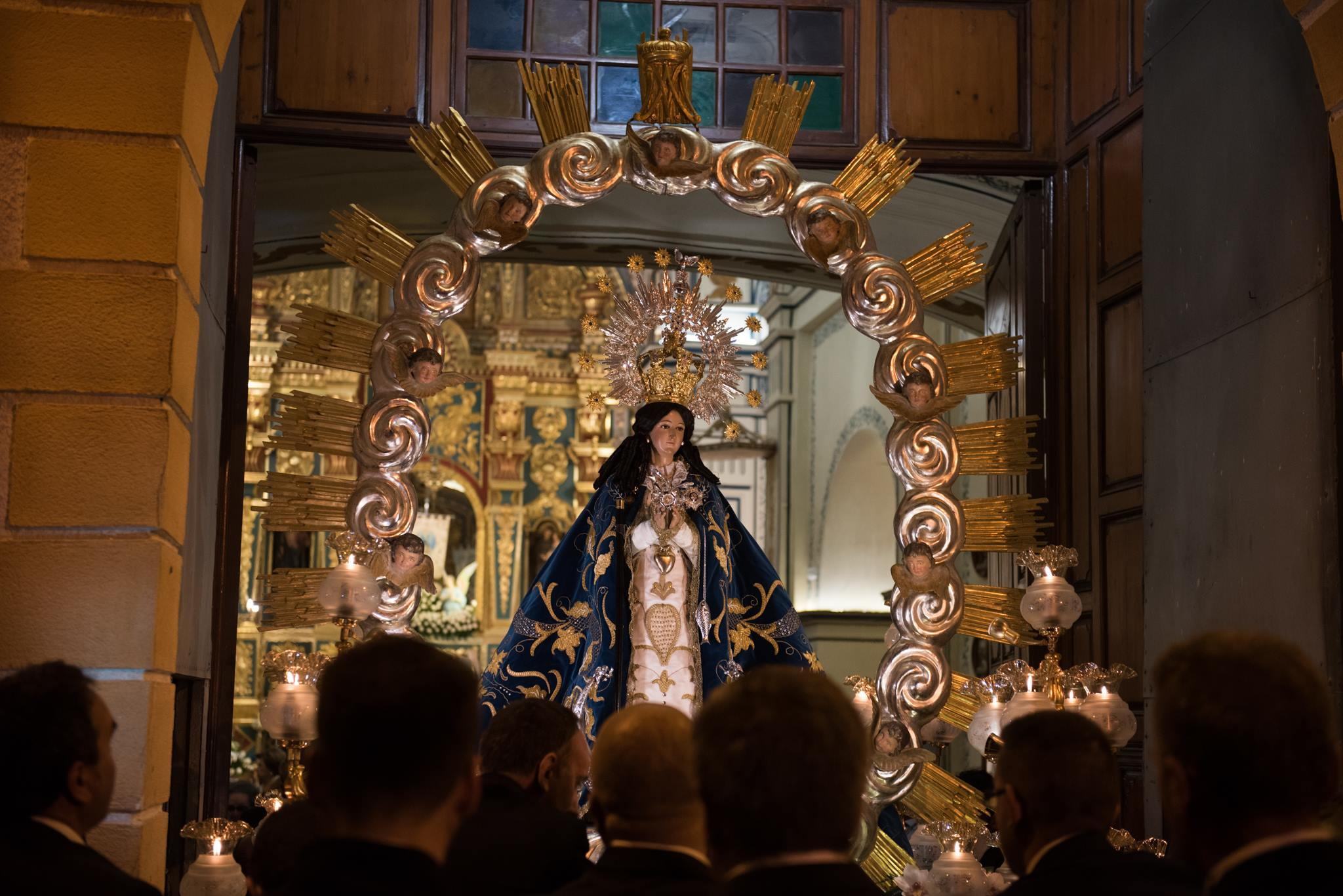
La Púrísima Concepción, Patrona de Mazarrón

Las Fiestas Patronales de Mazarrón se celebran la semana o semanas de principios del mes de diciembre, ya que la Patrona de Mazarrón es la Virgen de la Purísima, cuya festividad es el 8 de diciembre.
La programación de fiestas acoge todo tipo de actividades, principalmente desarrolladas en el Recinto Ferial o Carpa de Fiestas, donde los ciudadanos disfrutan de actividades sociales, culturales y deportivas, así como de los conciertos y de las elecciones de las reinas Infantil, Juvenil y Tercera Edad.
El último domingo como cierre del programa de fiestas, se realiza un Desfile de Carrozas por las principales calles del casco urbano de Mazarrón, siendo este uno de los actos más emblemáticos y seguidos por los mazarroneros, junto al Pregón y la Elección de la Reina.

### Semana Santa
Tenemos noticias de las primeras procesiones de Semana Santa en el siglo XVI. Así, con fecha 21 de abril de 1579 la marquesa de los Vélez manda una carta al concejo disculpándose a este por la actitud de su abastecedor general en la villa.
Dice textualmente así:
“Mucho agradezco la voluntad que por la suya muestran a las cosas de esta casa, y así en lo que tocare a esa villa, se tendría en ella particular cuenta en lo que toca a la prevención del lugar que dicen quiso tomar Alonso Merino, abastecedor general de mi Hacienda el Viernes Santo en la iglesia, y que en las procesiones que se han hecho a procurado lo mismo”.
El concejo colaborará en la celebración del Domingo de Ramos, y desde el siglo XVII, costeará los gastos de la compra de las palmas y los ramos con destino a esta procesión. Pero no será esta la única aportación que hará, cuidará que las calles principales estén limpias y decorosas para el paso de las procesiones, como así lo acuerdan en cabildo en marzo de 1767.
Las cofradías en Mazarrón en los siglos XVII-XVIII se agrupaban en torno a los distintos templos. La cofradía más antigua es la de Nuestro Padre Jesús Nazareno que tiene documentado su nacimiento entre los años 1653 y 1655, volviéndose a reglamentar en el año 1876. El siglo XIX es una época de reconstitución de las cofradías en Mazarrón, y prueba de ello son los reglamentos que se conservan de las cofradías de la Verónica, San Juan, Nuestro Padre Jesús, y otras. Estas cofradías seguirían su funcionamiento hasta la Guerra Civil, cuando tras la destrucción de las imágenes, y una vez terminada la contienda hubo varias familias que tomaron voluntariamente la responsabilidad de sacar los desfiles procesionales delante con muy pocos medios.
En los años 50, con unas pocas docenas de claveles, lirios, tomillos, romeros, traídos del monte, se perfumaban las calles al paso del Calvario que con su cruz de madera desnuda formaba parte del desfile junto a los Pasos de Nuestro Padre Jesús, Santo Sepulcro, Nuestra Señora de la Soledad y San Juan.
Llegada la Semana Santa de 1981, y ante la práctica desaparición de los desfiles procesionales de Semana Santa, un grupo de vecinos adoptan la decisión de reorganizar y revitalizar los desfiles procesionales. Se constituye una sola cofradía, la Cofradía del Santo Cáliz de la Preciosísima Sangre de Cristo, que aprueba sus Estatutos el 6 de febrero de 1989, y que estará compuesta por cuatro agrupaciones, las mismas que posteriormente constituirán las cuatro cofradías que protagonizaran la Semana Santa mazarronera: Nuestra Señora de la Soledad, Nuestro Padre Jesús, San Juan y Santo Sepulcro. Posteriormente, una vez consolidadas las cuatro cofradías aprobarían sus estatutos desapareciendo la originaria que las contenía a todas.
Las procesiones de Semana Santa en Mazarrón tienen lugar miércoles, jueves y Viernes Santo.

#### Cofradías
- Cofradía Ntra. Sra. Virgen de la Soledad. Procesiona: Domingo de Ramos, Miércoles Santo, Jueves Santo y Viernes Santo. Pasos: Santísimo Cristo de la Soledad y Ntra. Sra. Virgen de la Soledad.
- Cofradía de San Juan Evangelista. Procesiona: Domingo de Ramos, Jueves y Viernes Santo. Pasos: Virgen de la Amargura, la Piedad y San Juan Evangelista.
- Cofradía Ntro. Padre Jesús Nazareno. Procesiona: Domingo de Ramos, Jueves y Viernes Santo. Pasos: Ntro. Padre Jesús Nazareno, Calvario, Virgen de la Cruz y Cristo del Sagrario.
- Cofradía del Santo Sepulcro: Procesiona: Domingo de Ramos, Jueves y Viernes Santo. Pasos: Cristo de la Columna, Verónica, Santo Sepulcro.

### Otras festividades

#### El Milagro

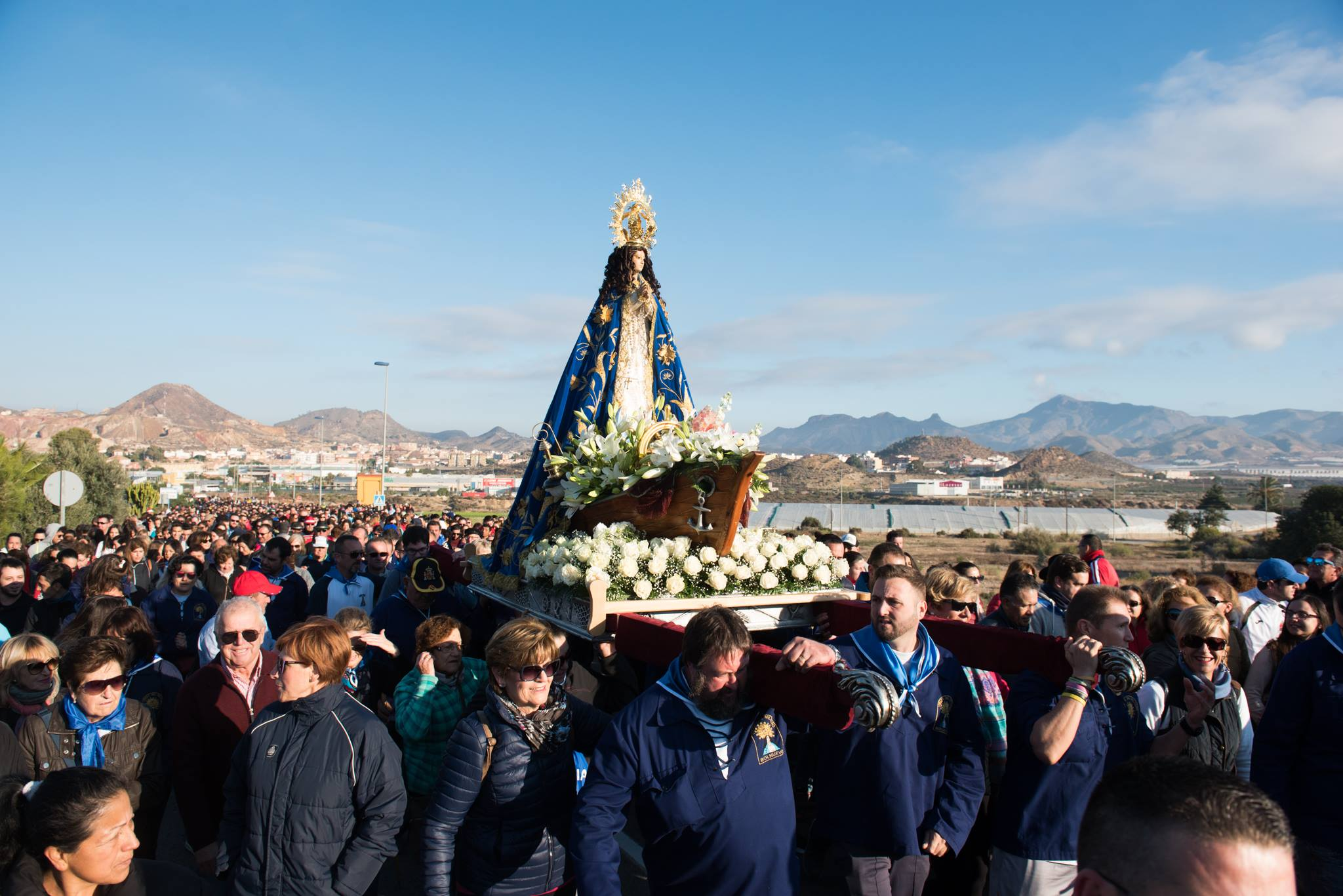
Romería de la Playera o la Purísima de Bolnuevo, tras las fiestas del Milagro

La Romería de Bolnuevo tiene su origen en un acontecimiento que tuvo lugar en el siglo XVI, en el litoral de la costa de Mazarrón, asediada en aquella época por frecuentes incursiones de piratas berberiscos.
De acuerdo con testigos, el 17 de noviembre del año 1585, un milagro de la Virgen de la Inmaculada Concepción, conocida en Mazarrón como Virgen del Milagro o La Purísima, salvó al pueblo de un gran saqueo que pretendía llevar a cabo una incursión berberisca procedente del Norte de África, con patente de corso del Imperio otomano, en aquella época enfrentado al Imperio español por el dominio del Mar Mediterráneo.
La madrugada del 17 de noviembre de 1585 siete galeotes con más de 500 berberiscos atracaron sus naves en Piedra Mala, pasada Cueva de Lobos en Bolnuevo. Desde allí atravesaron la sierra de las Moreras hasta llegar a las puertas del pueblo de Mazarrón, donde misteriosamente tuvo lugar un hecho insólito. Los piratas, sin explicación alguna, abandonaron sus intenciones de saquear la villa y huyeron despavoridos hacia Bolnuevo dejando por el camino material bélico así como la enseña que portaban, que actualmente se conserva en el Santuario de la Purísima en Mazarrón en un expositor de cristal bajo condiciones de poca luminosidad para su conservación. Hecho considerado milagroso por interceder la virgen de la Inmaculada del antiguo hospital.
Es a partir de este acontecimiento que dicha Virgen pasaría a ser la patrona de la localidad, iniciándose una enorme devoción por ella y conmemorando el episodio milagroso con la tradicional Romería. El domingo anterior al 17 de noviembre, "La Playera", una talla similar a la Purísima Concepción (la cual es la que realizó el milagro y que preside un camarín de estilo barroco en su Santuario de Mazarrón) pero de menor tamaño custodiada en Bolnuevo por los pescadores, sube a Mazarrón para celebrar la festividad del Milagro con su hermana mayor. Al domingo siguiente tiene lugar la multitudinaria romería que congrega a miles de personas, en la cual La Playera o la Purísima de Bolnuevo regresa a la pedanía marinera dando gracias y celebrando de que un año más, tras la festividad del Milagro, la Virgen ha regresa del pueblo a la espera de que en un año tenga que volver a emprender el viaje.
- También se celebra la festividad de San Isidro Labrador, y Nuestra Señora del Carmen.

## Ciudades hermanadas
- Tomelloso, España
- Sorbas, España